# David Kennedy, 9:e markis av Ailsa
David Thomas Kennedy, 9:e markis av Ailsa, född den 3 juli 1958,  är en skotsk ädling. Han är son till Archibald Kennedy, 7:e markis av Ailsa.
Ailsa ärvde markistiteln efter sin bror Archibald Kennedy, 8:e markis av Ailsa i januari 2015. Han blev samtidigt klanhövding över klanen Kennedy. Han uppmärksammades senare samma år efter att ha ansökt om tillstånd att bygga åtta stora vindkraftverk inom synhåll från Culzean Castle, ett önskemål som fick Donald Trump att opponera sig i egenskap av ägare av den närbelägna golfbanan. Ailsa drog senare tillbaka sin ansökan. Innan Ailsa ärvde titeln och släktgodsen hade han ett lantbruk nära Maybole i Ayrshire.